# Орта Сан Ђулио
Орта Сан Ђулио (итал. Orta San Giulio) је насеље у Италији у округу Новара, региону Пијемонт.
Према процени из 2011. у насељу је живело 677 становника. Насеље се налази на надморској висини од 329 м.

## Становништво
Према резултатима пописа становништва 2011. у општини је живело 1.163 становника.
| 1931. | 1936. | 1951. | 1961. | 1971. | 1981. | 1991. | 2001. | 2011. |
| ----- | ----- | ----- | ----- | ----- | ----- | ----- | ----- | ----- |
| 1.019 | 1.005 | 1.066 | 1.298 | 1.226 | 1.158 | 1.009 | 1.119 | 1.163 |